# قائمة حلقات موشوكو تينسي
موشوكو تينسي هو مسلسل أنمي ياباني مبني على سلسلة الروايات الخفيفة التي تحمل نفس العنوان. تدور أحداث القصة عن شاب عمره 34 عامًا، عاطل عن العمل وطرد من منزله بعد وفاة والديه. وبعد القليل من التأمل أدرك أن حياته لا معنى لها، فجأةً تظهر شاحنة مسرعة باتجاه مجموعة من المراهقين، فيقرر أن يفعل شيئا ذا معنى مرة واحدة في حياته، فيحاول أن ينقذ هؤلاء المراهقين، وتمكن من سحب واحد منهم من الطريق قبل أن يموت. ويستيقظ في عالم آخر في جسم الطفل. مصممًا على الاستمتاع بحياته الجديدة دون ندم تحت اسم رودوس غريرات.

تم إخراجه من قبل مانابو أوكاموتو والتحريك بواسطة أستوديو بايند، حيث صمم كازوتاكا سوجياما الشخصيات، وقام يوشياكي فوجيساوا بتأليف الموسيقى. كان من المقرر أصلاً عرض المسلسل لأول مرة في عام 2020، لكنه تأخر حتى يناير 2021. تم بث النصف الأول من 11 يناير إلى 22 مارس 2021 على تلفزيون طوكيو متروبوليتن ونظام بث كيوتو ونيبون بي إس برودكاستين وسون تلفزيون. تم تعيين النصف الثاني في الأصل للعرض الأول في يوليو 2021، ولكن تم تأجيله إلى أكتوبر 2021 بسبب «ظروف مختلفة». تم بث الجزء الثاني من 4 أكتوبر إلى 20 ديسمبر 2021. استمر المسلسل لمدة 23 حلقة.

## قائمة الحلقات
| الجزء 1 |                                                          |                |
| 1 | «تناسخ» (無職転生)                                       | 10 يناير 2021  |
| شاب عاطل عن العمل ومنعزل في منزله يطرد منه ويُصدم بشاحنة، فيجد نفسه قد أعيد تجسيده في عالم آخر كالطفل روديوس الرضيع بعقل شاب في عمر 34 عام وجسد طفل صغير، حيث يكون ابن باول غريرات وزينيث ويبدأ قصته في هذا العالم الجديد            |                                                          |                |
| 2 | «سيدتي» (師匠)                                           | 17 يناير 2021  |
| ينطلق روديوس في العالم الجديد متعلمًا السحر ويلاقي معلمته روكسي والتي تقوم بتعليمه كل ما لديها عن السحر مع تعلمه المبارزة من ابيه باول                                                                                               |                                                          |                |
| 3 | «صديق» (友達)                                            | 24 يناير 2021  |
| بعدما فقد خوفه من الخروج من المنزل ينطلق روديوس في أرجاء القرية ليلهو فيقابل سيلفي ويصيرا صديقان ويبدأ في تعليمها السحر كي تدافع عن نفسها                                                                                           |                                                          |                |
| 4 | «اجتماع عائلي طارئ» (緊急家族会議)                       | 30 يناير 2021  |
| عائلة باول غريرات سعيدة بكون الأم زينيث حامل ولكن كانت المفاجأة أن الخادمة ليليا هي الأخرى حامل، فما الذي سيجري؟ |                                                          |                |
| 5 | «فتاة شابة وعنف» (お嬢様と暴力)                          | 7 فبراير 2021  |
| وجد روديوس نفسه ملقى به في عربة ومعه السيافة غيلين وانطلق في رحلته إلى روا حيث يجد خطاب والده يشرح له أسباب فعلته هذه وأنه أمام طريق طويل وصعب                                                                                      |                                                          |                |
| 6 | «يوم عطلة في روا» (ロアの休日)                           | 14 فبراير 2021 |
| أثناء قيام روديوس بتعليم إيريس وغيلين الكتابة والحساب والسحر يكتشف فجأة أنه لم يقم بمنحهم أي عطلات ولهذا السبب يقرر أن يكون في كل أسبوع يوم عطلة                                                                                    |                                                          |                |
| 7 | «جائزة السعي» (努力の先にあるもの)                       | 21 فبراير 2021 |
| مع اقتراب عيد الميلاد العاشر لإيريس يسمح لها روديوس بتلقي المزيد من تدريبات الرقص ويجد لنفسه وقت فراغ ليتعلم بعض اللغات المختلفة عن هذا العالم، إلا أنه يكتشف أن إيريس لا تجيد الرقص                                                |                                                          |                |
| 8 | «نقطة التحول الأولى» (ターニングポイント１)              | 28 فبراير 2021 |
| اقترب عيد ميلاد روديوس العاشر، حيث قررت إيريس وبقية عائلتها بإقامة عيد ميلاد له، ويشعر روديوس بالحزن حيال عدم حضور والداه الحفلة، وتقدم له إيريس هدية مميزة خلال الحفلة.                                                            |                                                          |                |
| 9 | «لقاء بالصدفة» (邂逅)                                    | 7 مارس 2021    |
| يجد روديوس نفسه في حلم بعد كارثة المانا الهائلة ويكتشف فيها أن هناك كائن يدعى بإله البشر والذي ينصحه بالاعتماد على الرجل الذي سيجده بجواره حينما يستفيق                                                                             |                                                          |                |
| 10 | «قيمة الحياة والمهمة الأولى» (人の命と初仕事)            | 14 مارس 2021   |
| يصل روديوس برفقة ريوجيرد وإيريس إلى مدينة ريكاريسو حيث يقوموا بتكوين جماعة باسم ديد إند ويبدأوا في تنفيذ المهام من أجل كسب المال الكافي لرحلتهم                                                                                     |                                                          |                |
| 11 | «أطفال ومحاربون» (子供と戦士)                            | 21 مارس 2021   |
| بعد حادثة المانا الهائلة تفترق عائلة باول غريرات ولا يجد نفسه إلا مع ابنته الصغيرة نورن ويبدأ في البحث عن بقية أفراد عائلته، وأثناء ذلك يقوم روديوس وجماعته باكتشاف وحش في الغابة المتحجرة                                          |                                                          |                |
| الجزء 2 |                                                          |                |
| 12 | «المرأة ذا العيون الشيطانية» (魔眼を持つ女)              | 3 أكتوبر 2021  |
| يصل روديوس وجماعته إلى مدينة ساحلية ويكتشف أنه كي يتم نقل ريوجيرد فعليه دفع أموال باهضة وفي نفس الوقت كانت روكسي وجماعتها في نفس المدينة إلا أنهم لا يتقابلان، ثم يتقابل روديوس مع المرأة التي تدعي أنها إمبراطورة الشياطين العظيمة |                                                          |                |
| 13 | «سوء تفاهم» (すれ違い)                                   | 10 أكتوبر 2021 |
| تنتقل روكسي وجماعتها إلى مدينة أخرى دون ملاقاة روديوس، في حين يتمكن روديوس من نقل جماعته إلى المدينة التالية بواسطة مهرب قام بإنقاذ حياته عن طريق العين الشيطانية التي اكتسبها                                                      |                                                          |                |
| 14 | «لا شيء أفضل من غذاء مجاني» (只より高いものはない)       | 17 أكتوبر 2021 |
| وجد روديوس نفسه مسجون في قرية دولديا بتهم زائفة ويتأخر ريوجيرد وإيريس عليه ويظل حبيسًا في السجن ثم يجد سجينًا جديدًا معه في نفس السجن                                                                                                  |                                                          |                |
| 15 | «حياة هادئة في قرية دولديا» (ドルディア村のスローライフ) | 24 أكتوبر 2021 |
| بعدما أنقذ روديوس قرية دولديا وبعد قدوم ريوجيرد وإيريس إلى القرية يكتشفوا بالصدفة أن هذه القرية هي قرية غيلين حيث كانت غيلين مكروهة في هذه القرية، وفي نفس الأثناء تقوم إيريس بتعليم تونا فنون السيف                                |                                                          |                |
| 16 | «شجار عائلي» (親子げんか)                                | 30 أكتوبر 2021 |
| تصل جماعة ديد إند إلى ميليشون عاصمة قارة ميليس وهناك يفترق الفريق لبعض الوقت حيث يجد روديوس أن هناك أشخاص يخطفون طفلًا فيقرر أن ينجده ولكنه يكتشف أن هذا الطفل غير مخطوف وأن قائد تلك الجماعة هو شخص مقرب منه للغاية                 |                                                          |                |
| 17 | «لم الشمل» (再会)                                        | 7 نوفمبر 2021  |
| يتقابل غيس مع باول ويتبادلا الحكايات ثم ينصح غيس باول بأن يسعد برؤية ابنه روديوس حيًا وأن ابنه نجى من المهالك وأن الحياة في القارة الشيطانية قاسية وصعبة، فيشعر باول بالندم ويقرر مصالحة روديوس                                      |                                                          |                |
| 18 | «رحلات منفصلة» (それぞれの旅)                            | 14 نوفمبر 2021 |
| يتجه روديوس وجماعته إلى القارة الوسطى في طريقه للبحث عن باقي أفراد عائلته، وفي نفس الأثناء تتوجه روكسي إلى القارة الشيطانية ثم تقرر زيارة أبيها وأمها                                                                               |                                                          |                |
| 19 | «اختيار طريق» (ルート選択)                               | 21 نوفمبر 2021 |
| يقابل روديوس إله البشر مرة أخرى في حلمه ويسأله عن مكان عائلته فيخبره بأن هناك أفراد من عائلته في قصر أمير شيرون فيراسل روديوس روكسي ليخبرها بوجوده في المدينة وينتظر ردها                                                           |                                                          |                |
| 20 | «ولادة أختي الصغيرة، الخادمة» (妹侍女の生まれた日)       | 28 نوفمبر 2021 |
| بينما روديوس في سجنه يقابل أمير شيرون الثالث زانوبا والذي يفتتن بالتماثيل التي كان روديوس يصممها ويطلب منه أن يكون تلميذًا له، فيطلب منه روديوس بالمقابل أن يحرره من سجنه، وفي ذات الوقت يتقابل الحراس مع ريوجيرد وإيريس             |                                                          |                |
| 21 | «نقطة التحول الثانية» (ターニングポイント２)             | 5 ديسمبر 2021  |
| بينما جماعة روديوس في رحلتهم وصلوا إلى أرض التنانين، حيث أنهم في طريقهم إلى منزل روديوس وإيريس، إلا أنهم يقابلوا شخصًا بالغ القوة، وحينما يسأله هذا الشخص عن إله البشر ومدى معرفته به، يجد روديوس نفسه في خطر محدق                   |                                                          |                |
| 22 | «أحلام وواقع» ((現実)                                    | 12 ديسمبر 2021 |
| بعد اللقاء الأخير مع إله التنانين أورستيد، يكشف روديوس حقيقة إله البشر إلى ريوجيرد، ويخبره بأنه هو من طلب أن يثق بريوجيرد، ثم يصل الفريق إلى منزل روديوس أخيرًا                                                                      |                                                          |                |
| 23 | «انهض وخذ خطوة» (目覚め、一歩、)                         | 19 ديسمبر 2021 |
| بعدما تركته إيريس ورحلت، يدخل روديوس في حالة اكتئاب ويلازم الفراش، في ذات الوقت رحلت إيريس وغيلين منطلقين في رحلتهم، وازداد عزم إيريس على أن تكون قوية كي تتمكن من حماية روديوس، وفي نفس الوقت تصل ليليا وابنتها إلى باول           |                                                          |                |

## إصدارات الأقراص
| المجلد | المجلد | الحلقات                                                      | عمل فني                       | تاريخ الاصدار | المصدر |
| ------ | ------ | ------------------------------------------------------------ | ----------------------------- | ------------- | ------ |
|        | 1      | 1-5                                                          | روكسي ميجورديا ورودوس غرايرات | 21 أبريل 2021 | [ 9 ]  |
| 2      | 6-11   | سيلفييت ورودوس غرايرات                                       | 23 يونيو 2021                 | [ 8 ]         |        |
| 3      | 12-17  | إيريس بورياس غريرات ورودوس غريرات                            | 19 يناير 2022                 | [ 8 ]         |        |
| 4      | 18-23  | روكسي ميجورديا، وإيريس بوريس غريرات، وسيلفييت، ورودوس غريرات | 16 مارس 2022                  | [ 8 ]         |        |